# Пјано ди Сопра - Боскето (Трапани)
Пјано ди Сопра - Боскето је насеље у Италији у округу Трапани, региону Сицилија.
Према процени из 2011. у насељу је живело 1 становника. Насеље се налази на надморској висини од 65 м.